# Koninklijke Collectie (Verenigd Koninkrijk)
De Britse Koninklijke Collectie (Engels: Royal Collection Trust) is een collectie die eigendom is van de Britse koning Charles III; hij beheert de rechten van alle stukken. Sommige familiestukken zijn privé. Een afdeling van de Britse hofhouding beheert en onderhoudt de collectie. De collectie wordt na het overlijden van een monarch automatisch overgedragen aan de nieuwe monarch.
Alhoewel deze collectie reeds eeuwenoud is, groeit deze nog steeds. De omvang is nauwelijks te vatten: het bevat honderdduizenden stukken verdeeld over afdelingen. Er zijn 7.000 doeken en 40.000 aquarellen, 3.000 stukken zijn in permanente bruikleen bij verschillende musea.
Koningin Elizabeth II en voorgaande monarchen gaven regelmatig de opdracht om stukken aan te kopen (bijvoorbeeld juwelen). Het merendeel staat in de verschillende paleizen en kastelen, waar sommige stukken te zien zijn. De waarde wordt geschat op 10 miljard Britse pond. De waarde ervan wordt versterkt door het historisch kader.

## Geschiedenis

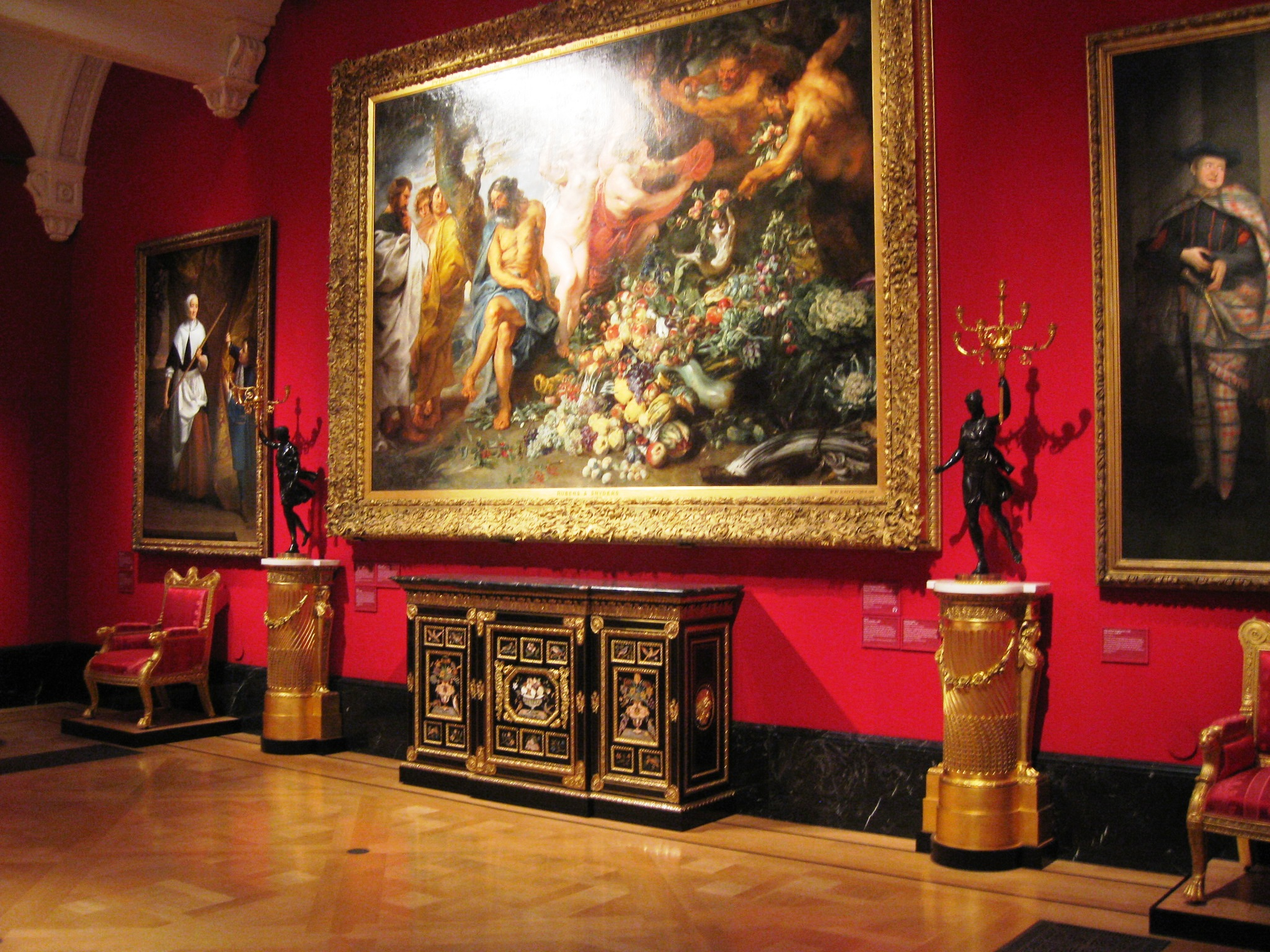
Queen's Gallery

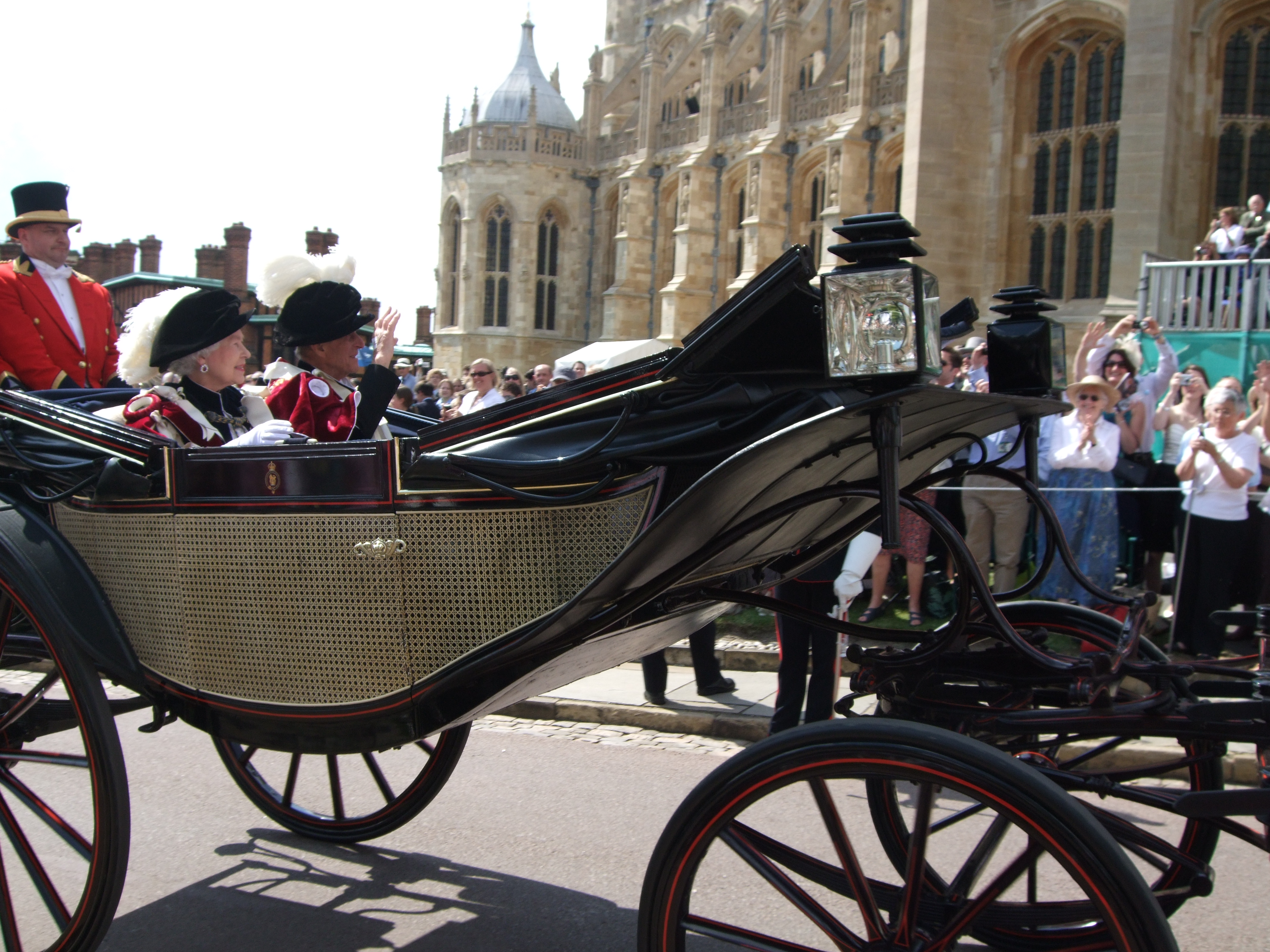
Koningin Elizabeth II in een van de honderd koetsen, tijdens Garter Day

De oudste stukken dateren van de 15e eeuw, en werden op bestelling gemaakt. Voorbeelden hiervan zijn werken zoals Family of Henry VII with St George and the Dragon uit 1503–9. Ook de Holyrood Ordinal uit de 15e eeuw, is een anoniem manuscript.
In 2009 werden 1.400 oude drukken uit de collectie geconserveerd. De collectie papier bevat duizenden oude manuscripten, etsen, gravures, drukken, plannen, bankbiljetten en aquarellen. Hierin onder andere originele plannen van de koninklijke paleizen, correspondentie en schetsen.
Er is een afzonderlijke afdeling die zich over de ca. 450 000 foto's ontfermt. Deze collectie is van onschatbare waarde, en bevat foto's van Koningin Victoria. De verzamelingen worden in Windsor bewaard, onder de verantwoordelijkheid van de Senior Curator of Photographs.

### Verzamelaars
Elke koning probeert door een actief aankoopbeleid zijn stempel te drukken op de collectie. Nog steeds worden er door de Britse kroon werken aangekocht op veilingen en stukken verzameld die historisch een band hebben met hun familie.
De "Queen Mother" kocht verschillende werken aan van de Italiaanse School, zoals Rafaël. Haar voorkeur gaat uit naar de grote klassieke schilders. In haar opdracht werden meesters toegevoegd, zoals Simon Verelst, van Dyck, Leandro Bassano, Frans Pourbus, Peter Lely, Nicolas de Largillière, Thomas Lawrence, Thomas Gainsborough, Franz Xaver Winterhalter, Joseph Nash, John Everett Millais, Beatrix Potter, Peter Carl Fabergé, enz.
Koningin Elisabeth II kocht onder andere verschillende werken van Daniël Mijtens, Nicholas Hilliard, Vincenzo Leonardi, Gerard van Honthorst, Cecil Beaton, Édouard Vuillard, Lucian Freud, Andrew Festing en Raoul Dufy. Zelf gaf ze de opdracht aan Norman Hartnell voor het ontwerpen van talloze haute-couturejurken. Daarnaast verzamelt ze veel oude juwelen, en gaf de opdracht aan Louis Osman voor het ontwerpen van de kroon van prins Charles. De laatste aankoop betreft de vierdelige portretserie van de vorstin door Andy Warhol.
Ook prins Philip schonk privaat-werken voor de koninklijke collectie zoals de portretten van zijn ouders Andreas van Griekenland (1885-1969), en Alice van Battenberg en Lodewijk Alexander van Battenberg van Philip de László en een doek van Feliks Topolski.

## Organisatie en beheer
Het beheer van de 500 jaar oude collectie is toevertrouwd aan de Royal Collection Department. Ridder, sir Hugh Roberts is Director of the Royal Collection. Hij is eindverantwoordelijke voor dit erfgoed. Ook de publicaties en informatieverspreiding via internet zijn bevoegdheden van Roberts. De hele verzameling is in een catalogus opgenomen en staat bekend als de Royal Collection INventory (RCIN). Een 130.000-tal objecten van de verzameling zijn digitaal ontsloten via de website.
Net zoals het onderhoud; veel stukken worden gerestaureerd voor dagelijks gebruik. In Windsor staat een wereldberoemde collectie oude klokken die allen nog werken en onderhouden worden.
Daarnaast is het onderzoek belangrijk, studenten krijgen dan ook regelmatig toegang om stukken te bestuderen, ruim 30.000 schoolbezoeken werden genoteerd. De verzameling is zeer geliefd voor bruikleen, en wereldwijd worden regelmatig stukken in bruikleen gegeven aan andere musea en instituten.
Het beheer van de verzameling is ook verantwoordelijk voor de wetenschappelijke ontsluiting en studie van de verzameling. De grootste specialisten ter wereld worden uitgenodigd om lezingen te geven en stukken te bestuderen. Vooral meesters zoals Fabergé, Van Dyck, Holbein, Dürer en Da Vinci zijn onderwerp van talloze wetenschappelijke studies. Deze bevindingen worden gepubliceerd in catalogi, of uitvoerig toegelicht in on-line studie's of tentoonstellingen. Ook voor kinderen worden er educatieve pakketten samengesteld. Ook de opleiding van eigen personeel valt onder de verantwoordelijkheid van de Koninklijke Verzameling.
Het einddoel is zo veel mogelijk stukken te ontsluiten voor het grote publiek. Tijdens de zomeropening van Buckingham Palace kwamen in 2009 394.000 bezoekers gedurende 63 dagen. Er werd toen het bekende Grand Service van George VI uitgestald tezamen goed voor 2.000 stukken tafelservies. Ook oud porselein van Sevres (George VI-collectie), en Brits porselein werd uitzonderlijk uit de kast gehaald.
Voor het organiseren van een tijdelijke tentoonstelling wordt beroep gedaan op de medewerking van het Britse hof, en alles voorbereid zoals het strenge, eeuwenoude hofceremonieel het voorschrijft. Ten slotte wordt de tentoonstelling gekeurd door de vorstin, die alle details nauwkeurig bestudeert.
Ook koninklijke jubilea zijn reden tot het organiseren van tentoonstellingen. Zo werd An Exhibition to Celebrate the Sixtieth Birthday of HRH The Prince of Wales speciaal georganiseerd voor prins Charles. 116.000 bezoekers bezochten deze tentoonstelling met onder andere schetsen van Leonardo da Vinci.

## Collectie

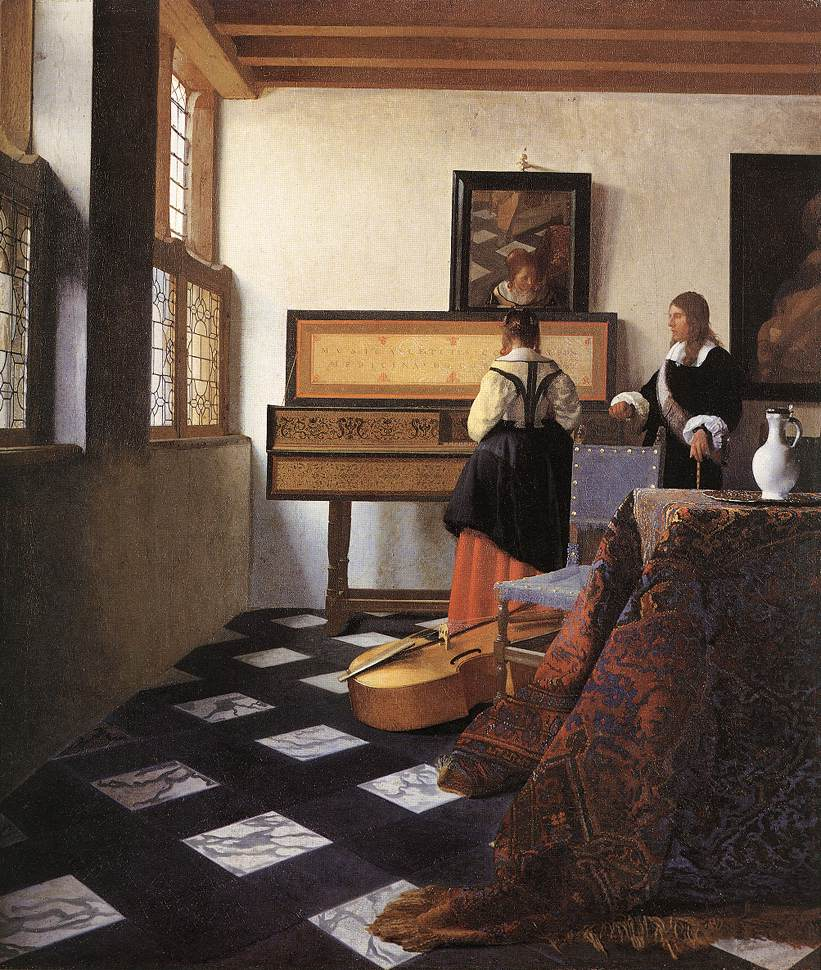
Ook de Hollandse school is goed vertegenwoordigd, met onder meer een schilderij van Vermeer.

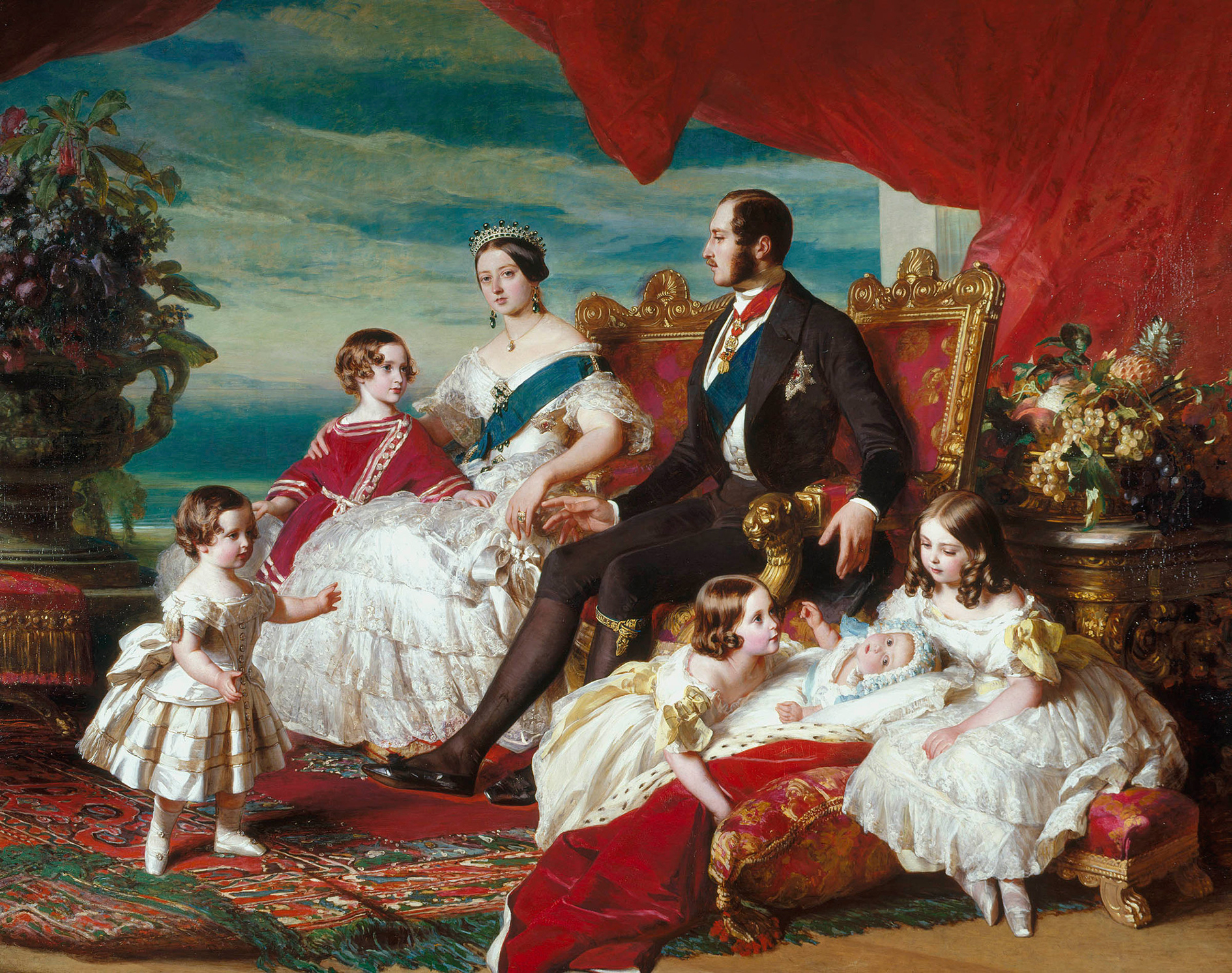
Franz Xaver Winterhalter

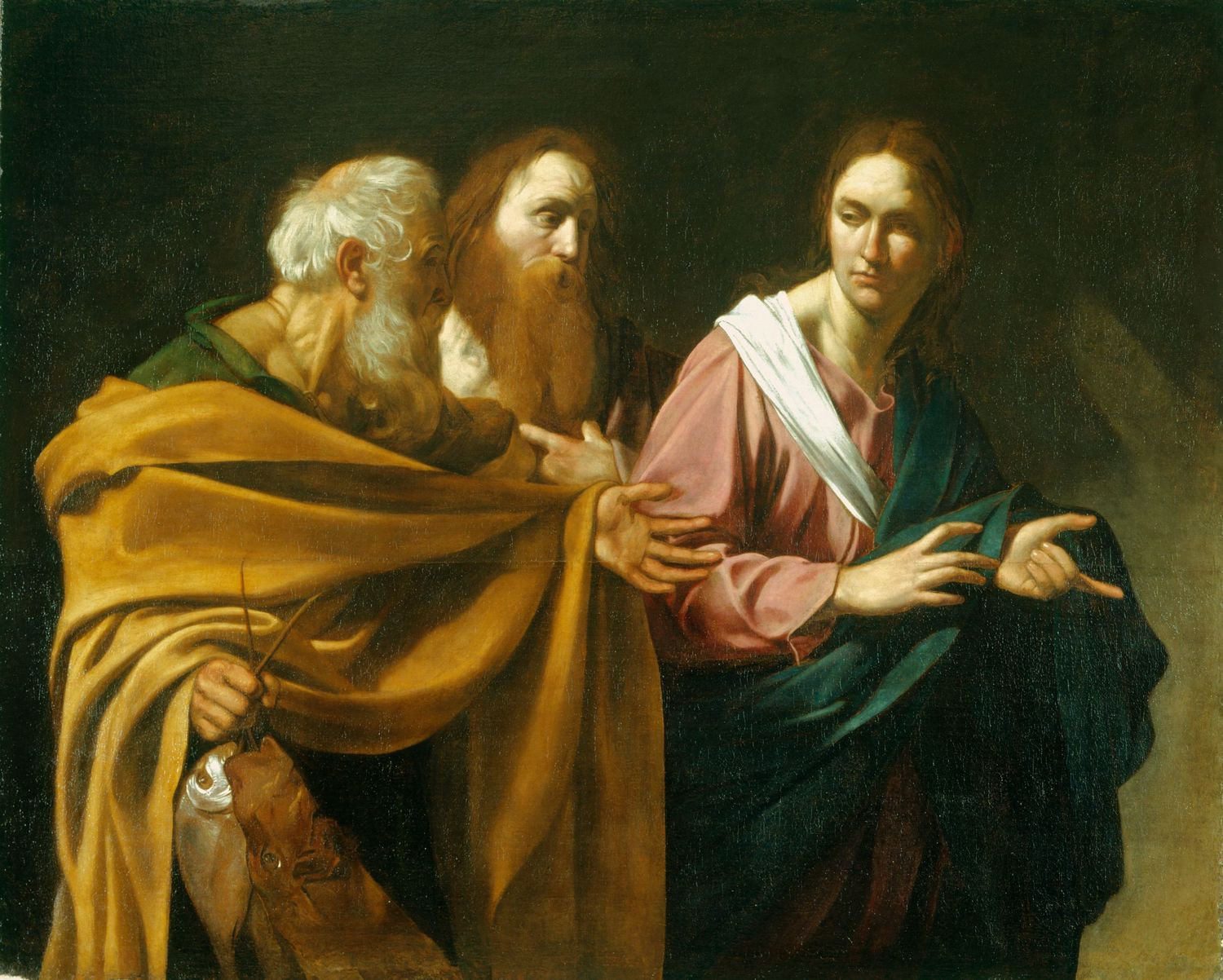
Caravaggio

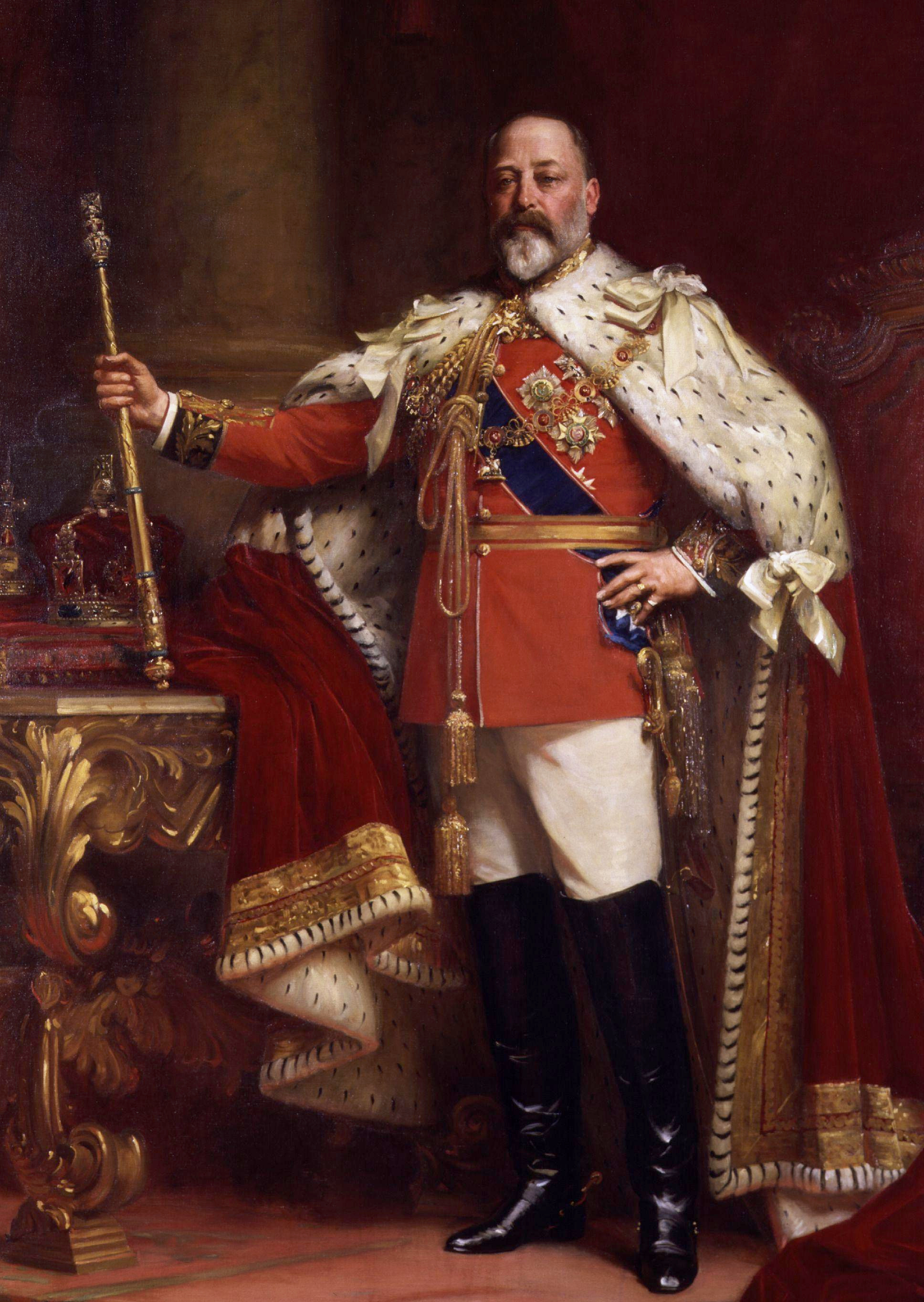
Eduard VII van het Verenigd Koninkrijk

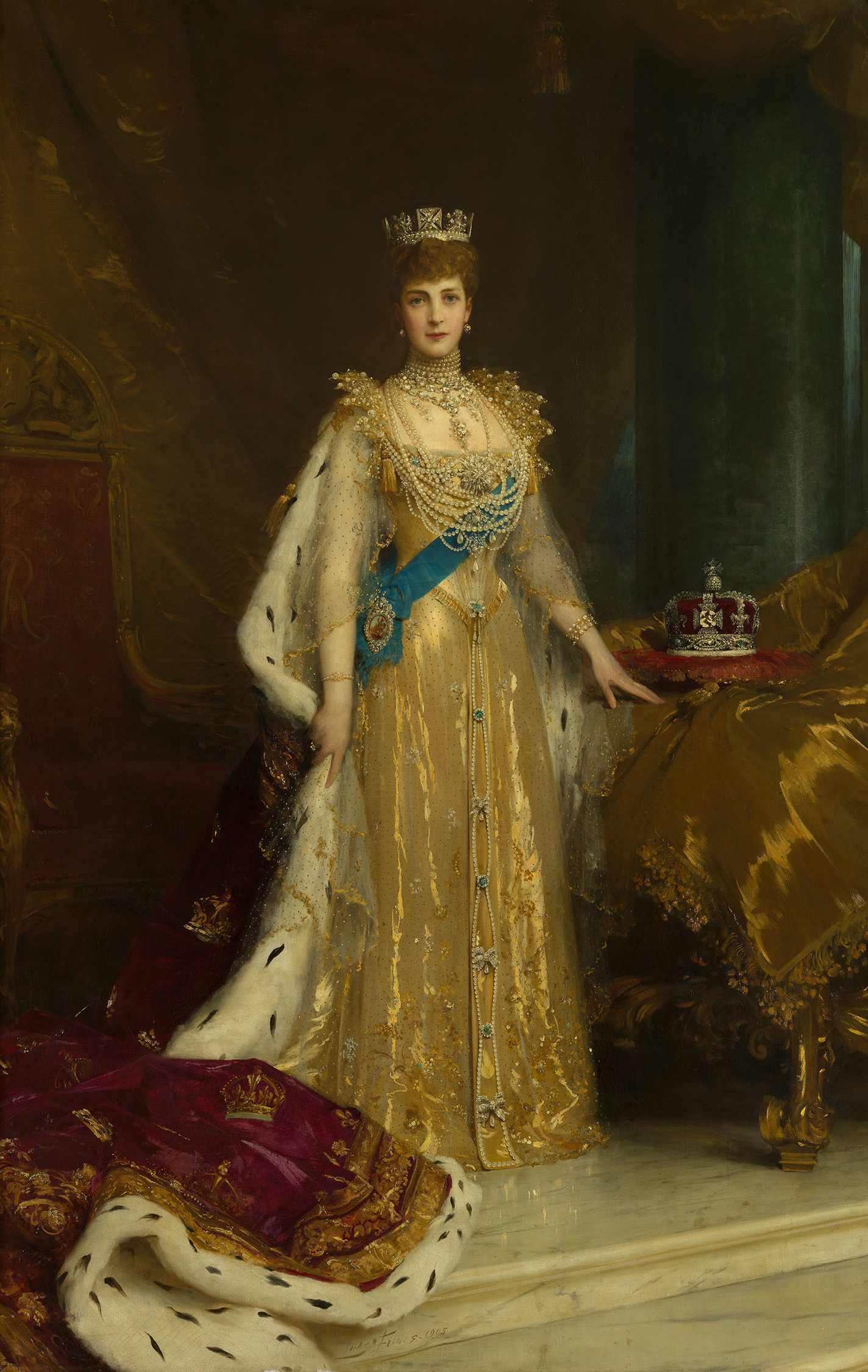
Koningin Alexandra

Er zijn de volgende afdelingen erkend:
- Schilderkunst
- Beeldhouwkunst
- Klokken en instrumenten
- Edelstenen en juwelen
- Wapens
- Objets de Vertu, en accessoires
- Textiel en waaiers
- Boeken en manuscripten
- Tekeningen en Aquarel
- Fotografie
- Miniatuurkunst
- Meubels
- Keramiek, aardewerk en porselein
- Medailles en insigna
- Zilver en edelsmeedwerk
- Fabergé
- Etnische juwelen
- Muziekinstrumenten
- Koninklijk Archief
- Koninklijke Stal-afdeling

### Oude kunst
De verzameling van oude prenten, gravures en schilderijen is wereldberoemd. Er zijn verschillende portretten van leden van de koninklijke familie, en ook privaat schilderijen. De koningin-moeder had een aanzienlijke collectie die ze in Clarence House bewaarde.

#### Vlaamse school
In deze afdeling worden 200 werken van de 15e tot de 19e eeuw bewaard met onder andere meesterwerken van 
- Hans Memling
- Quinten Massijs (I)
- Jan Gossaert
- Pieter Bruegel de Oude
- Paul Bril
- Peter Paul Rubens
- Hugo van der Goes
- Anthony van Dyck

#### Hollandse school
Een collectie van Nederlandse schilderijen uit de Royal Collection werd in het najaar van 2016 tentoongesteld in het Mauritshuis.
- Pieter de Hooch
- Adriaen van Ostade
- Godfried Schalcken
- Jan Steen
- Johannes Vermeer

#### Britse school
- Johan Zoffany (7 doeken)
- Thomas Gainsborough (41 doeken)

#### Andere
Leonardo da Vinci, John Everett Millais, Clouet, Coello, Corregio, Coysevox, Albert Cuyp, Boulle, Georges de La Tour, Abraham van Diepenbeeck, Gustave Doré , François-Hubert Drouais, Philippe de Champaigne, Albrecht Dürer, Orazio Gentileschi, Artemisia Gentileschi, Luca Giordano, Giorgione, François Girardon, Hendrick Goltzius en Gossaert

#### Eigen productie
Ook in eigen familie waren er kunstenaars. Er zijn werken bewaard van 
- Prince Andrew, The Duke of York
- prinses Charlotte
- koningin Charlotte van Württemberg (5 etsen, RCIN 816786)
- koningin Victoria (RCIN 816628, 816581, 403663, 816581,...)
- prinses Alexandra
- kroonprins Charles
- prins Albert, echtgenoot van Victoria (RCIN 816798 en RCIN 816729)
- prins Phillip (RCIN 200151)

Ook is er een afdeling met moderne kunst, met stukken uit de 20e eeuw, bijvoorbeeld het portret van de koningin-moeder dat geschilderd is door John Singer Sargent. Ook het portret van de koningin door Lucian Freud hoort hierbij.

### Postzegels
Deze collectie wordt bewaard in St. James's Palace, en is de grootste in zijn soort. Dit is te danken aan de verzamelwoede van George V. De oudste zegels dateren uit 1839, en zijn Brits van oorsprong. In tegenstelling tot andere deelverzamelingen is de RPC(Royal Philatelic Collection) privaat eigendom van de koningin. Er zijn nog genoeg losse postzegels om 2500 boeken van 60 pagina's te vullen. De collectie is bewaard in albums met de wapenschilden van de verzamelaars.

### Edelsmeedwerk
Hierin zitten veelal pronkstukken die op staatsbanketten werden gebruikt. Een bekend voorbeeld is het Mercurius en Bacchus kandelaarstel uit 1809–17. Deze worden tijdens de zomer uitgestald voor het publiek in een historisch verantwoord kader. Het bekendst is het  Grand Service (verguld zilver), dat nog steeds gebruikt wordt.

#### The Grand Service
Dit servies werd door Rundell, Bridge & Rundell gemaakt op bestelling voor George IV. Met alle kleine accessoires erbij bestaat het uit meer dan 4 000 stukken verguld zilver. Voor het kuisen van deze stukken, worden ze afgebroken tot 5.000 stukken.
- 12 ijsemmers
- 14 soepterrines
- 118 zoutstrooiers
- 140 borden
- 288 eetborden
- 58 dessertschotels en grote pronkfiguren
- 107 kandelaars

### Porselein en kristal
In de verschillende paleizen worden duizenden stukken oud serviesgoed bewaard voor grote diners, ook fijn kristal en pronkzilver is ruim vertegenwoordigd. Voor een groot galadiner heeft elke disgenoot 6 stukken fijn kristal ter beschikking. Deze worden gebruikt voor:
- rode wijn
- witte wijn,
- water
- porto
- 2 champagnecoupes (toast en pudding)

In totaal worden voor een groot banket van 170 gasten 2000 stukken servies gebruikt. Er zijn in de collectie 1014 kristallen glazen met het wapen en monogram van Koningin Elisabeth, gemaakt voor haar kroning in 1953.
Daarnaast zijn er nog oude serviezen die bewaard worden, en soms ook gebruikt worden. Als de koning een banket geeft, kan ze kiezen uit ruim 170 verschillende serviezen. Sommige zijn wel niet groot genoeg voor een banket met 170 man. De collectie van George VI is wereldvermaard, omwille van de hoeveelheid Frans porselein. Volgens specialisten is de collectie Sevres een van de grootste ter wereld. Voor de 18de eeuw werd vooral zilver op tafel gebruikt, nadien kwam porselein in de mode.
Vermeldenswaardig zijn:
- Doorniks porseleinen servies, c.1787, besteld door George IV
- Rockingham porseleinen servies, 1830 met onder andere 56 pronkstukken en 12 dozijn borden
- Minton groot servies, in 1877 besteld door koningin Victoria, 116 stuks waarvan een deel is geschonken aan Frans-Jozef van Oostenrijk.(RCIN 59761, RCIN 58104.1-2, RCIN 58226, RCIN 59767.1, RCIN 73382.1-2 )
- Adriaen Kocks - Delft

### Rijtuigen
In deze afdeling is een grote, wereldberoemde collectie koetsen en wagens te vinden die teruggaat tot de 18e eeuw. Er worden meer dan 100 koetsen bewaard die nog steeds worden gebruikt. Het pronkstuk is de Gouden Koets (RCIN 5000048) die gebruikt wordt tijdens de kroning, naast onder meer de 1902 State Landau en de Glazen Koets.

### Juwelen
Sommige juwelen zijn opgenomen wegens historische aankoop of schenkingen.
- RCIN 100003 - Queen Victoria's diamond necklace and drop earrings
- RCIN 67236 - The Crown of the Emperor Bahadur Shah II
- RCIN 200174 - Tiara Oriental Circlet (1853)
- RCIN 31702 - tiara Rundell Bridge & Rundell
- RCIN 31705 - Kroon[6]
- RCIN 200180-1 - Halssnoer
- RCIN 200179 - Halssnoer
- RCIN 200154 - Halssnoer Cartier
- RCIN 200185-6 - Parelsnoer koningin Anne
- RCIN 200184 - Fringe Tiara, E. Wolff & Co for Garrards, 1919
- RCIN 200182 -  fringe Halssnoer, gift 'Lord Mayor of London'[7]
- RCIN 200192 - Tiara 'Girls of Great Britain'[8]

Ook dit gedeelte wordt nog steeds gebruikt. Naast de privéjuwelen zijn er ook juwelen van de verschillende orden, zoals die van de Orde van de Kousenband. De collectie Fabergé is wereldberoemd en uniek. In de 100-delige verzameling zijn een paar eieren, en andere objets de Vertu.
- RCIN 40098
- RCIN 40084
- RCIN 9022 - Mozaiek-ei
- RCIN 9032 - Paasei 1899
- RCIN 25219 - Fabergé-waaier van Koningin Alexandra 1904, schenking keizerin Marie Feodorovna[9]
- RCIN 40484 - Globe, aankoop Queen Mary
- RCIN 40100 - Klok, schenking door keizerin Alexandra Feodorovna aan Queen Victoria

##### Orde-insignia met diamanten
1) Orde van de Kousenband - 1837 Rundell, Bridge & Co
- RCIN 441376.a
- RCIN 250004
- RCIN 441143 -Kouseband van Prins Albert
- RCIN 250005 - ster:Rundell, Bridge & Co.
- RCIN 250007 - ster van Prins Albert
- RCIN 441152 - Lesser George
- RCIN 100032 - Lesser George van Prins Albert

2) Rundell, Bridge & Rundell
- RCIN 442332
- RCIN 441164 - Ster
- RCIN 441277 - Ster van Prins Albert

1. Orde vd Distel

3) Orde van Sint-Patrick
- RCIN 441162 -Ster:Rundell, Bridge & Co.

4) Andere
- RCIN 441170 - Gulden vlies van Prins Albert
- RCIN 441296 - Ster 'Star of India'
- RCIN 441295 - Keten 'Star of India'

### Kostuums
In deze afdeling worden kostuums bewaard van de koninklijke familie, met onder andere bekende bruidsjurken. Ook oude kroningskledij en staats uniformen worden hierin bewaard. Bekend is de eeuwenoude collectie van waaiers, onder andere een waaier uit 1855 met portret van Napoleon III en keizerin Eugenie door Winterhalter (RCIN 25101). Deze waaier was een geschenk aan koningin Victoria van de keizerin. Van haar echtgenoot kreeg ze 4 oude waaiers uit de 18de eeuw (RCIN 25091). Van haar oom en neef kreeg Victoria veel Belgische kanten textilla, waaronder fijn linnen en zakdoekjes (RCIN 120160). Deze werden geborduurd met VR. Albert verzamelde wandelstokken met edelstenen, zilver, koraal(RCIN 34994) en uit ivoor (RCIN 31205 en 35955)
Daarnaast 
- de Ordekledij van de Ster, 1911 Delhi Durbar met Ketens
- "War uniforms" van George V
- een fragment textiel geweven door Mahatma Gandhi

### Meubilair
Een functionele verzameling van meubels van Franse, Duitse en Britse school
Uniek in de wereld zijn de zogenaamde Zilveren meubelen, uit de 17de eeuw ( George III).
RCIN 35301 is een van de tafels gemaakt uit verzilverde eik. Deze komt uit een hele garnituur waartoe ook spiegels en kaders behoorden.
- Joseph Baumhauer
- Melchior Baumgartner - 2 objecten
- Tatham, Bailey and Sanders
- André Charles Boulle - 13 objecten + 4 klokken
- James Wyatt
- Adam Weisweiler - 13 objecten
- Georges Jacob - 30 objecten
- Jean-Henri Riesener - 6 objecten
- Robert Campbell
- Thomas Chippendale the Younger